# Нэш, Огден Фредерик
Огден Фредерик Нэш (англ. Ogden Nash; 19 августа 1902, Рай, штат Нью-Йорк — 19 мая 1971, Балтимор, Мэриленд) — американский поэт-сатирик.

## Биография
Поступил в Гарвардский университет, но бросил его, отучившись всего один курс.
Недолгое время был школьным учителем в Род-Айленде. Затем перебрался в Нью-Йорк, несколько лет проработал в рекламном агентстве.
Посвятив себя литературе, прославился своими остроумными афористическими стихами, многие из которых печатались в известном юмористическом журнале «The New Yorker».
Сатирические стихи Нэша остры, но не злы, как правило высмеивают напыщенную тупость, нелепые пристрастия и причуды. Огден Нэш написал также ряд философско-лирических стихов («Возвращение», «Я в церковь утром не пошел»).
Огден Нэш — наследник и продолжатель традиций англоязычной «поэзии нонсенса» — знаменит прежде всего тем, что изобрёл и виртуозно использовал особую поэтическую форму. Он удлинил стиховые строки, которые — при внешнем сходстве с прозаическими — скреплены определённым внутренним ритмом и связаны попарно точной и неожиданной рифмой. Нэш полагал, что при сравнительно малом количестве рифм в общем объёме стихотворения они должны быть построены на предельном звуковом и зрительном подобии, и во имя этого свободно переиначивал привычный облик слова, ломал орфографию, «подгоняя» слова друг к другу и задавая загадки читателю.

## Книги стихов
- Я здесь и сам чужой (I'm a Stranger Here Myself, 1938).
- Лицо мне знакомо (The Face Is Familiar, 1940).
- Добрые намерения (Good Intentions, 1942).
- Много долгих лет тому назад (Many Long Years Ago, 1945).
- Наперекор (Versus, 1949).
- Родители, держитесь подальше (Parents Keep Out 1951).
- Туда отсюда не попасть (You Can't Get There From Here, 1957).
- Все, кроме нас с тобой (Everyone But Thee and Me, 1962).
- Строфы к свадьбе (Marriage Lines, 1964).
- Неписаные приключения Санта Клоза (The Untold Adventures of Santa Clause, 1964).
- Ветряные мельницы все не кончаются (There's Always Another Windmill, 1968).
- И лёжа лает старый пес (The Old Dog Barks Backwards, 1972).